# Viva Hate
| 전문가 평가       | 전문가 평가 |
| 평가 점수         | 평가 점수   |
| 출처              | 점수        |
| ----------------- | ----------- |
| AllMusic          | [ 1 ]       |
| Chicago Sun-Times | [ 2 ]       |
| Los Angeles Times | [ 3 ]       |
| Mojo              | [ 4 ]       |
| NME               | 8/10        |
| Pitchfork         | 7.3/10      |
| Q                 | [ 7 ]       |
| Rolling Stone     | [ 8 ]       |
| Uncut             | 8/10        |
| The Village Voice | B           |

《Viva Hate》는 영국의 가수 모리세이의 데뷔 솔로 스튜디오 음반이다. 이 음반은 1988년 3월 14일, HMV에 의해 발매되었으며, 더 스미스의 《Strangeways, Here We Come》 (1987년)의 마지막 스튜디오 음반 이후 6개월 만에 발매되었다.
영국의 포스트 펑크 밴드 두루티 칼럼의 리더인 비니 라일리가 음반에서 기타를 연주했다. 여러 더 스미스 음반에 참여한 프로듀서 스티븐 스트리트가 베이시스트로 활동하며 음악을 작곡했다.

## 배경
《Viva Hate》의 기원은 더 스미스의 공동 프로듀서 스티븐 스트리트가 모리세이에게 조니 마가 밴드를 떠난 후 발매한 더 스미스 B-사이드에 사용할 수 있는 데모를 보낸 시점으로 거슬러 올라간다. 모리세이는 데모를 마음에 들어했고 스트리트와 협력하여 데뷔 솔로 음반을 만들기로 결정했다. 모리세이는 1988년 인터뷰에서 스트리트와의 파트너십에 대해 "스티븐과 프로듀서로 함께 일하는 것은 그와 함께 글을 쓰는 것과는 상당히 다르며, 그의 성격조차도 이 분야에서 극적으로 변했다. 그는 더 편안하고 흥미진진하다"라고 말했다. 모리세이는 또한 마의 "공격적인" 음악성을 스트리트의 "젠틀한 면"과 대조하며 후자를 "완전히 소중한 것"이라고 설명했다.
《Viva Hate》는 1987년 10월부터 12월 사이에 녹음되었다. 이 음반에서 스트리트는 베이스를 연주하고 드러머 앤드루 파레시와 두루티 칼럼의 기타리스트 비니 라일리를 영입했다. 모리세이는 라일리의 기타 작업에서 "아름답고" "에어로틱한" 품질을 칭찬하는 동시에 그의 유머 감각도 주목했다.

## 곡 목록
모든 곡들은 모리세이와 스티븐 스트리트에 의해 작사/작곡하였다.
| #  | 제목                                 | 재생 시간 |
| -- | ------------------------------------ | --------- |
| 1. | 〈Alsatian Cousin〉                  | 3:13      |
| 2. | 〈Little Man, What Now?〉            | 1:48      |
| 3. | 〈Everyday Is Like Sunday〉          | 3:32      |
| 4. | 〈Bengali in Platforms〉             | 3:55      |
| 5. | 〈Angel, Angel Down We Go Together〉 | 1:40      |
| 6. | 〈Late Night, Maudlin Street〉       | 7:40      |

| #   | 제목                              | 재생 시간 |
| --- | --------------------------------- | --------- |
| 7.  | 〈Suedehead〉                     | 3:56      |
| 8.  | 〈Break Up the Family〉           | 3:55      |
| 9.  | 〈The Ordinary Boys〉             | 3:10      |
| 10. | 〈I Don't Mind If You Forget Me〉 | 3:17      |
| 11. | 〈Dial-a-Cliché〉                 | 2:28      |
| 12. | 〈Margaret on the Guillotine〉    | 3:42      |

## 인증
| 국가                       | 인증 | 판매량/출하량 |
| -------------------------- | ---- | ------------- |
| 영국 (BPI)                 | 골드 | 100,000^      |
| 미국 (RIAA)                | 골드 | 500,000^      |
| ^출하량을 기반으로 한 인증 |      |               |